# 丸山町 (太田市)
丸山町（まるやまちょう）は、群馬県太田市にある地名（町丁）。郵便番号は373-0018。

## 概要
毛里田地区にある町丁。

## 地理

### 近隣町丁
- 吉沢町
- 緑町
- 矢田堀町
- 只上町
- 清原町
- 原宿町

## 世帯数と人口
2022年（令和4年）3月31日現在の世帯数と人口は以下の通りである。
| 町丁   | 世帯数  | 人口  |
| ------ | ------- | ----- |
| 丸山町 | 245世帯 | 581人 |

## 交通

### 鉄道
町内に鉄道は通っていない。

### 道路
- 国道122号
- 群馬県道316号太田桐生線
- 栃木県道・群馬県道39号足利伊勢崎線

## 施設
- セブンイレブン太田市七日町店